# أوغست ويلهلم باخ
أوغست ويلهلم باخ (بالألمانية: August Wilhelm Bach)‏ هو عازف الأرغن وملحن ألماني، ولد في 4 أكتوبر 1796 في برلين في ألمانيا، وتوفي بنفس المكان في 15 أبريل 1869.

## وصلات خارجية
- أوغست ويلهلم باخ على موقع ميوزك برينز (الإنجليزية)
- أوغست ويلهلم باخ على موقع ديسكوغز (الإنجليزية)